# Lucas Johnson
Lucas Aaron Johnson is een personage uit de Britse serie EastEnders en de spin-off EastEnders:E20 ; hij werd gespeeld door Don Gilet van 2008 tot 2010 en maakte comebacks in 2016, 2020-2021 en 2024. 

## = Voorgeschiedenis
Lucas is zeventien wanneer zijn even oude vriendin Denise Fox van een dochter (Chelsea) bevalt. Geen van beiden kunnen ze het ouderschap aan en Lucas vlucht naar de wereld van drugs en criminaliteit die zijn ondergang dreigt te worden. Als hij wordt gearresteerd overweegt hij zelfmoord, maar de Bijbel weerhoudt hem daarvan en de geboorte van zijn zoon Jordan (verwekt bij zijn verslaafde vrouw Trina) geeft hem de kracht om een nieuw leven te beginnen als dominee en hulpverlener. 

### 2008-2010
In 2008 komt Lucas naar Walford voor de 22e verjaardag van Chelsea, die hem twee maanden eerder opzocht tijdens een van zijn kerkdiensten. Tussen vader, dochter en ex ontstaat er een moeizame relatie die pas na maanden van de grond komt. Lucas gaat bij het buurtcentrum werken en maakt zich niet populair door een collega-ex-misdadiger (Tony King) aan te nemen die de dochter van zijn partner seksueel misbruikt; hij wordt aangevallen door twee mannen die hij echter het ziekenhuis inslaat. 
Lucas vraagt Denise ten huwelijk; in eerste instantie wijst ze hem af maar als ze dan toch ja zegt verschijnt Trina (met wie Lucas officieel nog steeds is getrouwd) ten tonele om Patrick Trueman (een grootvaderfiguur voor Chelsea en haar zus Libby) in te lichten over haar Kerstavontuur met Lucas. Lucas wordt onder druk gezet om Denise de waarheid te vertellen, maar als hij ontdekt dat Patrick eind jaren 50 werd gearresteerd wegens geweldpleging tijdens rassenrellen krijgt hij zelf een wapen in handen. 
Trina blijft stoken tussen Lucas en Denise en is zelfs van plan om naar Walford te verhuizen; tijdens een ruzie duwt Lucas Trina van zich af en laat haar vervolgens doodbloeden; de politie spreekt van een ongeluk. Maar zij is niet de enige; in oktober 2009 wordt Denise's ex Owen Turner (vader van Libby) vrijgelaten na een gevangenisstraf van drie jaar; Lucas moet niks van hem hebben en deelt in een steegje een pak slaag uit om hem vervolgens te laten arresteren wegens schending van de voorwaarden. Owen probeert Denise voor een grote vergissing te behoeden en gaat de confrontatie aan met de bruidegom; Lucas wurgt hem dood en na de huwelijksvoltrekking begraaft hij hem in Albert Square onder een boom die als gedenkteken voor Trina fungeert. Jordans hond Sugar dreigt alles te verpesten en wordt de volgende die uit beeld verdwijnt; Lucas neemt haar mee naar de gracht alwaar hij haar vrijlaat en maakt Jordan wijs dat ze is weggelopen. Het plotselinge verdwijnen van Owen wordt uitgelegd als "Hij is teruggevallen in zijn drankverslaving en heeft zich van alles en iedereen afgezonderd". 
In mei 2010 wordt Jordan ervan beschuldigd Louise Mitchell te hebben opgesloten in een schuur. Lucas krijgt ruzie met de vader van Louise (wiens zoon Ben de ware schuldige is) en kan rekenen op een herhalingsbezoek als blijkt dat Jordan Ben pest. 
Jordan wordt door Ben het ziekenhuis in geslagen met een schedelbasisfractuur. Lucas ontvangt eerst een anoniem SMS-je en vervolgens een kaart met allebei dezelfde tekst: sorry. Hij gaat de confrontatie aan met Ben en sluit zichzelf op in het buurtcentrum waar hij de boel kort en klein slaat; maar dan is alle agressie eruit en blijkt Jordan het te hebben overleefd. 
Uiteindelijk biecht Lucas alles op aan Denise en houdt hij haar gevangen om iedereen in de waan te laten dat ze dood is. Denise ontsnapt maar Lucas zet de achtervolging in en gijzelt de familie Fox. Dan arriveert de politie en wordt hij gearresteerd; Lucas zit nu in een isoleercel en heeft afstand gedaan van de Bijbel die hij al die tijd misinterpreteerde.

### 2016 -
In 2016 verschijnt Lucas weer in beeld wanneer hij een verzoek tot vervroegde vrijlating indient om als kok te gaan werken; hij maakt echter misbruik van de situatie door Denise in zijn val proberen te lokken, en samen met Jordan wordt hij al snel weer gearresteerd. Denise zoekt hem op om duidelijk te maken dat ze hem nooit meer wil zien.
Met Kerst 2020 komen ze elkaar dan toch weer tegen; in de kerk waar Lucas een dienst leidt. Hij denkt zich te hebben verzoend met Chelsea, maar zij laat hem in elkaar slaan en wil hem laten opdraaien voor drugssmokkel. Lucas wordt uiteindelijk weer gearresteerd; hij besluit dat Chelsea beter af is zonder hem. 
In 2024 komt Denise hem opzoeken; ze is een van de verdachtes in een moordzaak en vraagt Lucas om religieus advies. Lucas adviseert haar om alles eerlijk op te biechten.